# K.G. Sjölin
K.G. Sjölin, Karl Gustaf Sjölin, född 18 augusti 1857 i Bringetofta församling, Jönköpings län, död 16 september 1937 i Ljungarums församling, Jönköpings län, var en svensk evangelist, sångförfattare och författare.
Sjölin var indelt soldat i Sjöaveka i Bringetofta, och sedan arbetare vid Bodafors stol- och möbelfabrik innan han efter passerade 40 år helt bytte yrkesbana. Han blev evangelist inom Helgelseförbundet och började skriva sånger som oftast var förknippade med särskilda upplevelser och erfarenheter. Sjölin bodde på senare år först i Gränna och sedan i Jönköping.
Han var gift med Johanna Lovisa Svensdotter (1852–1911) som han hade flera barn med. År 1914 gifte han om sig med Margareta Sofia Olsson (1872–1953). K.G. Sjölin är begravd på Östra kyrkogården i Jönköping.

## Sånger i urval
- Hoppet att Jesus få skåda (nr 653 i Segertoner 1988)
- Jag slipper sörja (nr 547 i Segertoner 1988, nr 37 i Nåd och jubelton)
- Lossa båten från land (nr 55 i Nåd och jubelton)
- Låt anden falla över oss som fordom (nr 379 i Segertoner 1988)
- Mitt hem är där på den andra stranden (nr 667 i Segertoner 1988)
- Mäktiga ting det sker i vår tid (nr 590 i Segertoner 1988)
- Se, från helgedomen flyter Tempelkällans klara flod (nr 196 i Segertoner 1960)
- "Skrifternas tröst", o vad det klingar (nr 396 i Segertoner 1988)